# Manbuta costinotata
Manbuta costinotata là một loài bướm đêm trong họ Erebidae.